# فتاة البالون
فتاة البالون أو الفتاة والبالون أو فتاة مع بالون (بالإنجليزية: Girl with Balloon)‏ هي سلسلة من اللوحات الجدارية بالاستنسل بدأت في لندن عام 2002 للفنان الجرافيتي بانكسي، تصور فتاة صغيرة ويدها ممدودة نحو بالون أحمر على شكل قلب تحمله الرياح. رسم هذا العمل في مواقع عدة منها جسر واترلو، وجداريات أخرى حول لندن، على الرغم من عدم بقاء أي منها هناك. استخدم بانكسي عدة مرات أشكالا مقتبسة من هذا التصميم لدعم الحملات الاجتماعية: في عام 2005 حول حاجز الضفة الغربية، وفي عام 2014 حول أزمة اللاجئين السوريين، وكذلك حول انتخابات المملكة المتحدة لعام 2017 .
صنف استطلاع أجرته سامسونج عام 2017، 'فتاة البالون' على أنها العمل الفني المفضل الأول في المملكة المتحدة.
في عام 2018، تم تمزيق نسخة مؤطرة من العمل تلقائيًا خلال مزاد، عن طريق جهاز تمزيق ميكانيكي كان بانكسي قد أخفاه في الإطار. أكد بانكسي أنه كان مسؤولاً عن عملية التدمير الذاتي للوحة وأعطى القطعة المعدلة اسمًا جديدًا، الحب موجود في سلة المهملات . وصرحت دار سوذبيز للمزادات إنه «أول عمل في التاريخ يتم إنشاؤه خلال مزاد حي.»

## تاريخ العمل الفني

تم إعادة طلاء هذا التباين في بيت لحم في عام 2006.

تشمل مواقع هذا العمل جسر واترلو بالإضافة إلى مواقع أخرى حول لندن، على الرغم من عدم بقاء أي منها. كانت هناك نسخة من اللوحة الجدارية لعام 2004 في متجر شرق لندن في شورديتش، وبيعت في عام 2007 مقابل 37200 جنيه إسترليني في دار سوذبي للمزادات،  وأزالتها مجموعة سينكورا في عام 2014 وبيعت مقابل 500 ألف جنيه إسترليني في 19 سبتمبر 2015.
تم إنتاج عدة مجموعات من النسخ المحدودة من العمل، والتي أصبحت ذات قيمة بمرور الوقت. تم إنتاج مجموعة أولية من 25 مطبوعة موقعة في عام 2003،  بينما تم إنتاج مجموعة من 150 مطبوعة موقعة ومجموعة من 600 مطبوعة غير موقعة في 2004/2005. في نوفمبر 2015، تم بيع مجموعة من 150 مجموعة موقعة بالمزاد بمبلغ 56,250 جنيهًا إسترلينيًا، أي أكثر من ضعف قيمتها المقدرة.
في أغسطس 2005، قام بانكسي بتضمينها كجزء من سلسلة من الجداريات على جدار الضفة الغربية، وهو شكل مختلف يسمى مناظرة البالون حيث تظهر الفتاة وهي تطفو فوق الجدار بينما تمسك بمجموعة من البالونات.
تم رسم نسخة 2009 مباشرة على دعامة من الورق المقوى لإطار ايكيا. 
في آذار / مارس 2014، الذكرى الثالثة للصراع السوري، أعاد بانكسي صياغة اللوحة لتصوير لاجئ سوري وأضاف هاشتاغ #مع_سوريا. في 13 مارس، عُرضت الصورة على برج إيفل وعمود نيلسون. تم إصدار مقطع فيديو متحرك، يضم رسومًا متحركة مبنية على عمل بانكسي ورواية إدريس إلبا وموسيقى إلبو. في الأسابيع التالية، حصل المغني جاستن بيبر على وشم يعتمد على الفن الأصلي ونشر صورة له على Instagram قبل حذفه. نشر بانكسي هذه الصورة على صفحته على فيسبوك مع التعليق «مثير للجدل».
في يوليو 2017، طلب استطلاع أجرته شركة Samsung على 2000 شخص من المملكة المتحدة من المشاركين تصنيف عشرين قطعة فنية بريطانية. صنفت نتائج الاستطلاع فتاة البالون على أنها العمل الفني المفضل لدى الناس.
تم بيع نسخة من فتاة البالون والمسماة بالإنجليزية
(Balloon Girl - Color AP (Purple) في مزاد في سبتمبر 2020 مقابل 791,250 جنيهًا إسترلينيًا، مما يجعلها أغلى نسخة للجدارية لبانكسي وأغلى نسخة تباع في مزاد عبر الإنترنت.

### جدل الانتخابات العامة في المملكة المتحدة
في أوائل يونيو 2017 قبل الانتخابات العامة في المملكة المتحدة، قدم بانكسي نوعًا مختلفًا من فتاة البالون مع بالون ملون بتصميم علم الإتحاد.  عرض بانكسي في البداية إرسال نسخة مجانية من فنه إلى الناخبين المسجلين في دوائر انتخابية معينة والذين يمكنهم تقديم دليل فوتوغرافي على أنهم صوتوا ضد حزب المحافظين. تضمن العرض إخلاء المسؤولية: «هذه المطبوعة هي قطعة تذكارية من مواد الحملة، ولا يقصد بها بأي حال من الأحوال التأثير على اختيارات الناخبين». ألغى بانكسي هذا العرض في 6 يونيو 2017 بعد أن حذرته مفوضية الانتخابات من أنه قد ينتهك قوانين الرشوة الانتخابية ويبطل نتائج الانتخابات في تلك الدوائر.

### التدمير الذاتي في المزاد العلني
في الخامس من أكتوبر من عام 2018، تم بيع نسخة مؤطرة من العمل الفني لعام 2006 في مزاد علني في دار سوذبيز للبيع بمبلغ 1,042,000 جنيه إسترليني - وهو رقم قياسي للفنان. بعد لحظات من العرض الختامي، بدأ العمل الفني في التدمير الذاتي عن طريق آلة تمزيق الورق الميكانيكية المخفية التي بناها بانكسي في قاع الإطار. ولكن تم تمزيق النصف السفلي فقط. أصدر بانكسي صورة للتمزيق على إنستاجرام مع عبارة "Going، going gone. . ". صرحت سوذبي «لم نختبر هذا الموقف في الماضي حيث تم تقطيع اللوحة تلقائيًا»،  مما دفع بعض مراقبي السوق إلى التكهن بأن بقايا اللوحة ستكون ذات قيمة أكبر. أصدر بانكسي مقطع فيديو للتمزيق وكيف تم تثبيت آلة التمزيق في الإطار في حالة طرح الصورة في المزاد.
قررت المرأة التي فازت بالمزايدة في المزاد متابعة عملية الشراء. تم منح العمل الممزق جزئيًا عنوانًا جديدًا، الحب موجود في سلة المهملات ، وتمت المصادقة عليه من قبل هيئة «تراخيص بانكسي لمكافحة الآفات». أصدرت سوذبي بيانًا وصفته بأنه «أول عمل فني في التاريخ يتم إنشاؤه على الهواء مباشرة خلال مزاد».

## روابط خارجية
- فيديو # مع سوريا على موقع يوتيوب